# Speyeria utahensis
Speyeria utahensis är en fjärilsart som beskrevs av Henry Skinner 1919. Speyeria utahensis ingår i släktet Speyeria och familjen praktfjärilar. Inga underarter finns listade i Catalogue of Life.